# E3 Prijs Harelbeke 1994
L'E3 Prijs Harelbeke 1994, trentasettesima edizione della corsa, si svolse il 26 marzo su un percorso di 206 km, con partenza ed arrivo a Harelbeke. Fu vinta dal belga Andrei Tchmil della squadra Lotto davanti al russo Viatcheslav Ekimov e all'italiano Silvio Martinello.

## Ordine d'arrivo (Top 10)
| Pos. | Corridore          | Squadra                        | Tempo    |
| ---- | ------------------ | ------------------------------ | -------- |
| 1    | Andrei Tchmil      | Lotto                          | 5h15'30" |
| 2    | Viatcheslav Ekimov | Wordperfect                    | a 8"     |
| 3    | Silvio Martinello  | Mercatone Uno-Medeghin         | a 10"    |
| 4    | Johan Museeuw      | MG Boys Maglificio-Technogym   | s.t.     |
| 5    | Gianluca Bortolami | Mapei-CLAS                     | s.t.     |
| 6    | Jo Planckaert      | Novemail-Histor-Laser Computer | s.t.     |
| 7    | Fabio Baldato      | MG Boys Maglificio-Technogym   | s.t.     |
| 8    | Steve Bauer        | Motorola                       | s.t.     |
| 9    | Tristan Hoffman    | TVM-Bison Kit                  | s.t.     |
| 10   | Olaf Ludwig        | Telekom                        | s.t.     |